# DB-Baureihe 488.1–2
Baureihe 488.1–2/888.1–2 ist eine frühere interne Bezeichnung für Triebfahrzeuge der Berliner S-Bahn. In dieser Baureihe waren die historischen Züge (488.1/888.1 für die Bauarten Stadtbahn und Wannseebahn, 488.2/888.2 für die Bauart 1937) eingeordnet.

## Historische Züge
Die historischen Züge der Berliner S-Bahn wurden nur betriebsintern als Baureihe 488.1–2/888.1–2 bezeichnet; an den Fahrzeugen sind ihre Originalnummern aus den von ihnen dargestellten Betriebsepochen angebracht. Allerdings haben nur jene Züge diese Baureihenbezeichnung und die dazu vorgesehene Nummern erhalten, die in Fahrgasteinsatz eingesetzt werden können oder konnten; die vom Verein Historische S-Bahn e. V. betreuten nicht einsatzfähigen Viertelzüge zumeist nicht.

### Entstehungsgeschichte der historischen Züge
Der erste historische Zug der Berliner S-Bahn, der spätere Museumszug, wurde 1987 für die 750-Jahr-Feier Berlins in den Anlieferungszustand von 1928 zurückversetzt. Bei diesem Fahrzeug handelt es sich um einen Viertelzug der ab 1941 so bezeichneten Baureihe ET/ES 165, Bauart Stadtbahn. Er erhielt nach alten Zeichnungen eine neu gebaute Inneneinrichtung (3. Klasse mit Holzsitzen im Trieb- und im halben Steuerwagen, dort auch ein Abteil 2. Klasse mit Polstersitzen und Mahagonifurnier). Der Zug war vorwiegend für bestellte Sonderfahrten vorgesehen und wurde in der Triebwagenhalle (Twh) Bernau untergestellt, weshalb er den Spitznamen Bernauer Viertel bekam.
Im Jahr 1990 wurden als Traditionszug mehrere historische Fahrzeuge in Betrieb genommen. Auch dieser Zug wurde aus Viertelzügen der Bauart Stadtbahn gebildet, er spiegelt jedoch die Epochen zwischen den 1930er und 1960er Jahren wider. Der Traditionszug wurde im Betriebswerk Friedrichsfelde beheimatet und diente jeden vierten Sonnabend des Monats für öffentliche Sonderfahrten auf dem Berliner S-Bahn-Netz. Die bis zu fünfstündigen Rundfahrten verliefen über verschiedene Strecken und wurden von Mitgliedern des Vereins Historische S-Bahn e. V. betreut, die die Fahrgäste versorgten und unterhielten. Die Fahrten waren anfangs sehr beliebt. Ab Mitte der 1990er Jahre ließ der Zuspruch nach, weil die Touren nun nicht mehr neu waren und als zu langandauernd empfunden wurden. Außerdem fehlte zumeist eine Moderation bzw. Stadtbilderklärung. Der Traditionszug dient vor allem als Weihnachts- und Osterzug sowie für Charterfahrten.
Eine gemeinsame Führung des Museums- und des Traditionszuges im Zugverband kam bis 1997 selten vor. Als erste Beispiele galten das verkehrshistorische Wochenende von 19./20. September 1997 und die Stadtbahn-Jubiläumsfahrten im Juni 1998 anlässlich des 70. Geburtstages der Aufnahme des elektrischen Betriebes zwischen Erkner und Potsdam (11. Juni 1928).
Zur Verstärkung des Traditionszuges kam seit Ostern 1997 ein Viertelzug der Bauart Wannseebahn im Zustand ab Mitte der 1970er Jahre zum Einsatz (nach Fristablauf im Januar 2009 in das Eigentum des Vereins Historische S-Bahn übergegangen).
Mit der Ausmusterung der Baureihe 475/875 im Jahr 1997 wurden zunächst zwei Viertelzüge im letzten Betriebszustand für Sonderfahrten weiter genutzt. Nach Fristablauf im Jahr 2003 wurde einer der Viertelzüge ausgemustert. Der andere erhielt 2005 eine Hauptuntersuchung zur Wiederinbetriebnahme und zur technischen Angleichung an die Traditionszüge (u. a. Einbau einer Beschallungsanlage) und gehört seither zum historischen Wagenpark.
Seit Mitte der 1990er Jahre wurden die Traditionszüge in der Triebwagenhalle (Twh) Hundekehle und der Museumszug in der Twh Erkner untergestellt. Nach Schließung der Twh Erkner gelangten auch die Traditionszüge, zusammen mit mehreren nicht betriebsfähigen historischen Zügen, dorthin.
Der Halbzug der Bauart 1937 wurde ab 1997 betriebsfähig aufgearbeitet, wobei der Viertelzug ET/EB 167 072 im Jahr 2000 fertiggestellt wurde. Die Restaurierung des anderen Viertelzuges esT 3839 / es 6401 dauerte bis Ende 2001 an, weshalb der gesamte Halbzug erst am 2. Februar 2002 feierlich für den Sonderverkehr übergeben wurde. Er fuhr bis 2008/09 als Silvesterzug, bei den Mondscheinfahrten sowie für verschiedene Chartereinsätze. Am 4. September 2004 wurde der esT 3839 zum Standesamt für eine Hochzeit.

### Panorama S-Bahn und S-Bahn-Krise

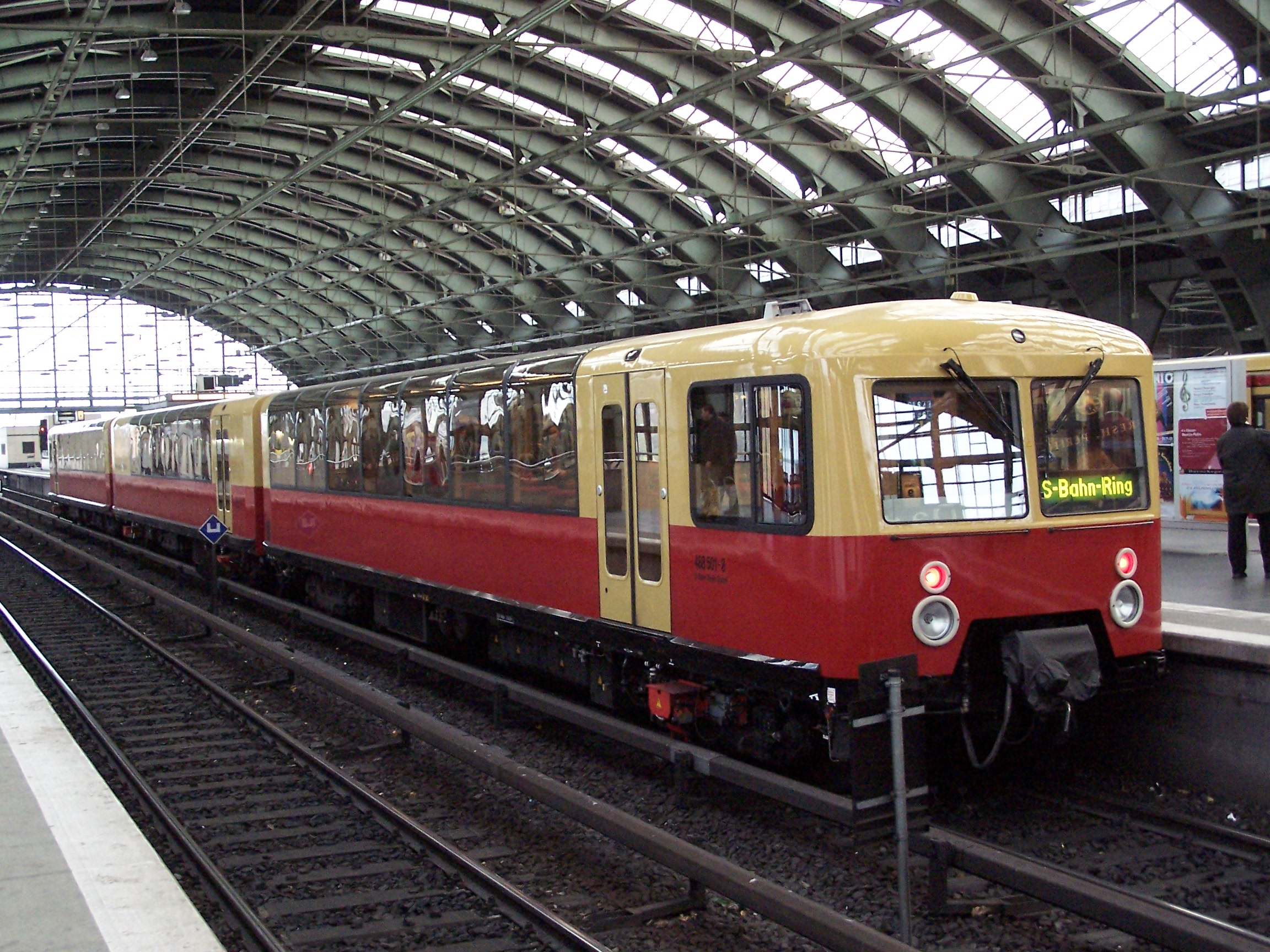
Die Panorama-S-Bahn im Berliner Ostbahnhof

Mit der Indienststellung der Panorama-S-Bahn änderte sich das Profil der Sonderfahrten mit den historischen Zügen, die inzwischen mit einer besseren Beschallungsanlage nachgerüstet worden waren. Zwar fuhren die Züge nun seltener, durch kürzere Touren mit Moderation und Bewirtschaftung bewahrten die Fahrten ihren großen Zuspruch. Sie kamen neben den traditionellen Oster-, Weihnachts- und Silvestereinsätzen bei diversen Sonderveranstaltungen, Streckenjubiläen und -eröffnungen zum Einsatz sowie auf Bestellung. Mit ihrer größeren Sitzplatzkapazität waren die historischen Fahrzeuge prädestiniert für Charterfahrten größerer Gruppen. (Der Panoramazug ist auf 65 Plätze begrenzt; wegen abweichender Technik kann dieses Sonderfahrzeug mit keinem anderen im Verband gefahren werden.)
Aufgrund des Entgleisungsunfalls vom 14. Juni 2008 im Nord-Süd-Tunnel nahe dem S-Bahnhof Friedrichstraße mit dem Beiwagen EB 165 471 offenbarte sich endgültig, dass ein Teil der Wagen schief steht, was auf fehlerhaft berechnete Federn in den Drehgestellen zurückzuführen ist. Unmittelbar vor Ausbruch der sogenannten S-Bahn-Krise von 2009 wurden die Wagen bis zur Behebung der Ursache abgestellt; und die Werkstattkapazität für eine Aufarbeitung fehlte, weshalb sie weder bei öffentlichen Fahrten noch auf Bestellung eingesetzt werden konnten. Somit fielen auch die traditionell gewordenen Weihnachts- und Silvesterzüge aus. Die Fahrzeuge wurden teils im Freien abgestellt, was auch zur Verschlechterung des Gesamtzustandes – z. B. Deformieren aller Holztüren im Museumszug – führte, nach und nach wurden sie aber in die Twh Erkner überführt und dort aufbewährt. Sie konnten bei den regelmäßig veranstalteten Tagen der offenen Tür besichtigt werden, bzw. wurden vereinzelt für Filmdreharbeiten (wie beispielsweise Bridge of Spies) genutzt.

### Neubeginn mit veränderten Rahmenbedingungen
Der Verein führt seit 2013 die Aufarbeitung des Halbzuges der Baureihe 167 in Eigenregie, teils Einbeziehung von Fremdfirmen durch. Bis zum Herbst 2023 konnte der Viertelzug 3839/6401 betriebsfähig hergerichtet werden, gleichzeitig wurde auch der Viertelzug 475/875 605 instand gesetzt. Zu einem Halbzug zusammengestellt wurden mit ihnen nach 15 Jahre Pause in November und Dezember 2023 wieder Weihnachtszugfahrten auf der noch mit mechanischen Fahrsperren ausgestatteten Ringbahn angeboten. Die Wagen erhielten beim nun als EVU tätigen Verein auch neue interne Betriebsnummern.
Die unterschiedliche Gattungen dieser Garnitur sind gleichzeitig auch Versuchsträger für den Einbau von Fahrzeuggeräten des ZBS geworden, was bis August 2024 erfolgreich durchgeführt werden konnte. So konnte der Zug anlässlich der Jubiläumsveranstaltungen nicht nur die Geburtstagsstrecke Nordbahnhof – Bernau, sondern auch den Nord-Süd-Tunnel und die Wannseebahn erneut befahren. Inzwischen wurden auch Einsätze auf der Stadtbahn, sowohl durch bestellte, als auch öffentliche Sonderfahrten häufig geworden, und zu Jahreswechsel 2024/25 wurde auch erneut Sylvesterfahrt angeboten.
In absehbarer Zeit soll auch der andere Viertelzug der Baureihe 167 – vorerst aber mangels ZBS nur als „Paßviertel“ einsetzbar – fertiggestellt, und auch ein zweiter Viertelzug des Typs „Stadtbahn“ renoviert werden, um zwei historischen Halbzüge aus unterschiedlichen Epochen im Betrieb zu halten.
Eine Wiederinbetriebnahme des inzwischen ebenso abgestellten Panoramazuges wird nicht mehr angestrebt, da hierfür neu konstruierte Radsätze sowie ebenso der Einbau einer ZBS-Fahrzeiugeinrichtung notwendig wären und anschließend ein erneuter Zulassungsprozess obligatorisch wäre.

### Liste der derzeit einsatzfähigen historischen Züge
| EDV-Nummern beim Verein Historische S-Bahn | EDV-Nummern bei S-Bahn Berlin | Angeschriebene Nummer | Bauart           | Hersteller und Baujahr      | Zustand              | Historisches Fahrzeug seit | Inneneinrichtung                                                                  | Bild |
| ------------------------------------------ | ----------------------------- | --------------------- | ---------------- | --------------------------- | -------------------- | -------------------------- | --------------------------------------------------------------------------------- | ---- |
| 475 097 875 097                            | 488 164 888 164               | 475 605 875 605       | 1927 (Stadtbahn) | O&K 1928 LHW 1928           | Letztzustand         | 1997                       | Holzbänke Wandverkleidung mit ockerbraunem Holzfurnier Beleuchtung mit Glühlampen |      |
| 477 006 877 006                            | 488 276 888 276               | 3839 6401             | 1937             | O&K 1938 Busch Bautzen 1938 | Originalzustand 1938 | 2002                       | ET: 3. Klasse Nichtraucher EB: 2. Klasse und 3. Klasse Nichtraucher               |      |

### Liste der früher im Fahrgastbetrieb eingesetzten historischen Züge
Fahrzeuge mit kursiven Wagennummern und Daten sind nicht mehr auf dem Netz der Berliner S-Bahn zu finden (verkauft oder verschrottet). Rest ist teilweise fahrfähig in der Twh. Erkner abgestellt.
| EDV-Nummern bei S-Bahn Berlin | Angeschriebene Nummer | Bauart                                                                      | Hersteller und Baujahr   | Zustand                                 | Historisches Fahrzeug seit                                                                   | Inneneinrichtung | Bild |
| ----------------------------- | --------------------- | --------------------------------------------------------------------------- | ------------------------ | --------------------------------------- | -------------------------------------------------------------------------------------------- | --- | ---- |
| 488 165 888 602               | 2303 5447             | 1927 (Stadtbahn)                                                            | O&K 1928 Wegmann 1928    | Originalzustand 1928                    | 1987                                                                                         | ET: 3. Klasse Nichtraucher ES: 2. Klasse Nichtraucher / 3. Klasse Raucher |      |
| 488 169 888 008               | 3662 6121             | 1929 (Stadtbahn)                                                            | Busch 1929 Wegmann 1929  | Außen: 1930er Jahre Innen: 1950er Jahre | 1990                                                                                         | Holzbänke Beleuchtung mit Glühlampen keine Gepäcknetze vorhanden |      |
| 488 166 888 603               | ET 165231 ES 165 231  | 1927 (Stadtbahn)                                                            | WUMAG 1928 LHW 1928      | 1950er Jahre                            | 1990 Triebwagen 2022 verschrottet Steuerwagen zukünftig zu Einsatz mit ET 165 471 vorgesehen | Polstersitze mit braunen Kunstleder bezogen Wandverkleidung mit dunklem Holzfurnier Beleuchtung mit Glühlampen |      |
| 488 168 888 007               | ET 165 471 EB 165 471 | 1929 (Stadtbahn)                                                            | WUMAG 1928 LHW 1928      | 1960er Jahre                            | 1990 Beiwagen 2022 verschrottet Triebwagen zukünftig zu Einsatz mit ES 165 231 vorgesehen    | Holzbänke Wandverkleidung mit hellem Holzfurnier Beleuchtung mit Glühlampen |      |
| 488 167 888 167               | 275 959 954           | 1932a (ET, Wannseebahn-Versuchszug), 1932 (EB, Serienausführung Ba Wannsee) | O&K 1932 Bautzen 1932    | 60er/70er Jahre                         | 1997                                                                                         | ET: Holzbänke, Wandverkleidung teils mit mittelbraunem, teils mit dunklem Holzfurnier EB: Polstersitze mit grünem Kunstleder bezogen, Wandverkleidung teils mit mittelbraunem, teils mit dunklem Holzfurnier ganzer Viertelzug mit Leuchtstoffröhren beleuchtet |      |
| 488 163 888 163               | 475 005 875 005       | 1927 (Stadtbahn)                                                            |                          | Letztzustand                            | 1997 2003 ausgemustert                                                                       | Triebwagen nach Köln verkauft Beiwagen verschrottet |      |
| 488 277 888 277               | ET 167 072 EB 167 072 | 1937                                                                        | Dessau 1939 Wegmann 1939 | 1960er Jahre                            | 2002                                                                                         | Polstersitze mit blauem Kunstleder bezogen Wandverkleidung mit weißen Sprelacartplatten und blauem sowie grauem Kunstleder Beleuchtung mit Leuchtstoffröhren |      |